# Ingermanlands lagsaga
Ingermanlands lagsaga inrättades efter att Ryssland hade avträtt Ingermanland till Sverige i freden i Stolbova 1617. Formellt inrättades lagsagan i 1634 års regeringsform 26 §. Lagsagan använde svensk rätt men lydde under hovrätten i Dorpat. Med den ryska återerövringen år 1701 upphörde lagsagans verksamhet.

## Lagmän i Ingermanlands lagsaga
- Mathias Soop 1634–1653
- Gustaf Otto Stenbock 1653–1660
- Bengt Skytte 1663–1664
- Bengt Oxenstierna 1665–1680
- Hans von Fersen 1682–1683
- Gustaf Adolf Strömfelt[1] 1684–1690
- Johan Wilhelm Ulrich 1691–1701